# Taine Paton
Pour les articles homonymes, voir Paton.
Taine Paton, né le 4 janvier 1989 à Durban, est un joueur de hockey sur gazon sud-africain. Il évolue au poste de milieu de terrain à l'Antwerp HC, en Belgique et avec l'équipe nationale sud-africaine.
Son frère, Wade Paton a aussi participé aux Jeux olympiques d'été en 2012.

## Carrière

### Coupe du monde
- Premier tour : 2010, 2014, 2018

### Coupe d'Afrique
- : 2013, 2017, 2022

### Jeux olympiques
- Premier tour : 2012, 2020

### Jeux du Commonwealth
- Top 8 : 2012, 2020